# Hermann Dewitz

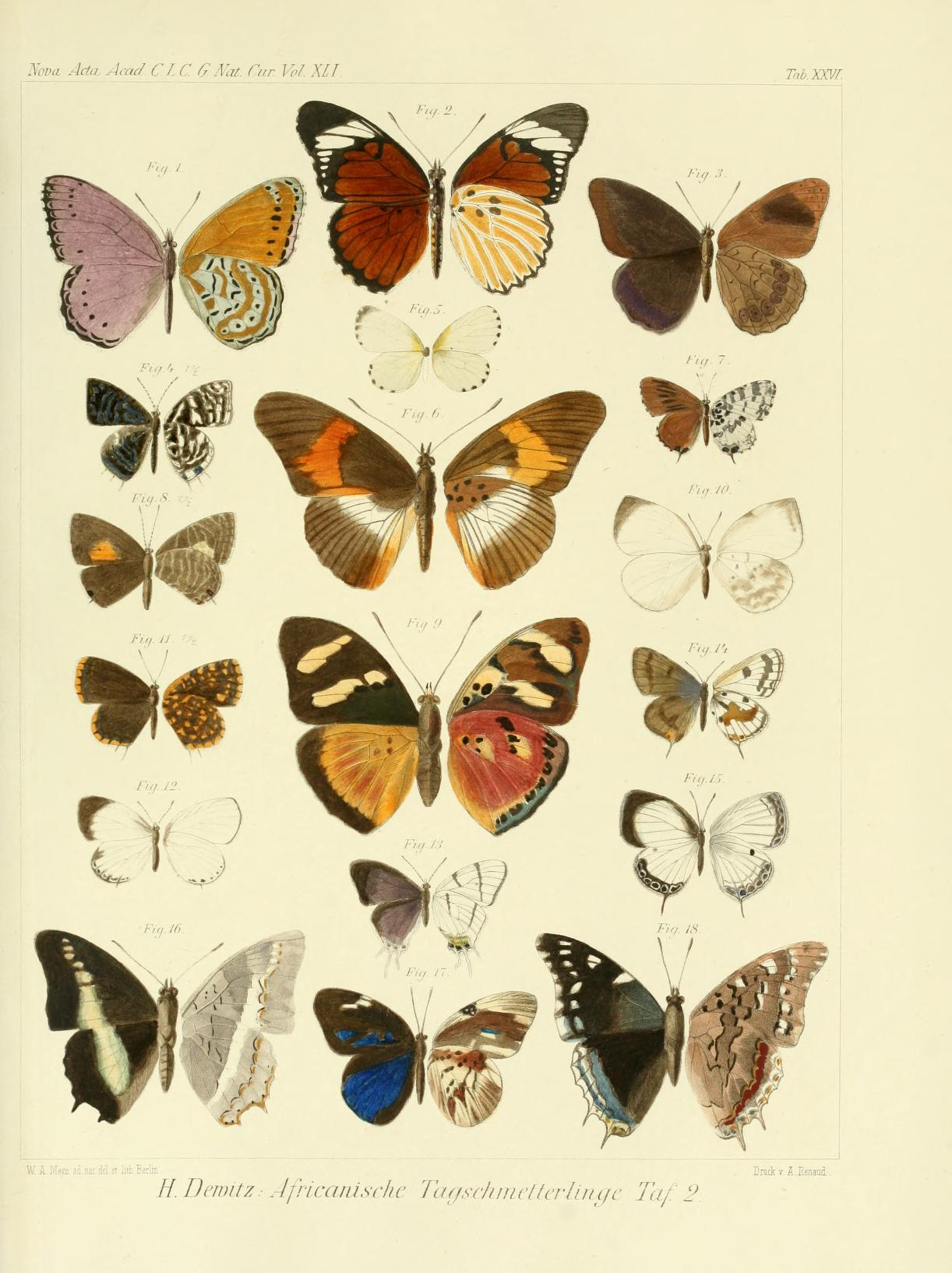
Abbildung aus seiner Abhandlung Afrikanische Tagschmetterlinge, 1879

Hermann Dewitz (* 5. November 1848 in Obehlischken bei Insterburg; † 15. Mai 1890 in Berlin) war ein deutscher Entomologe, der sich vor allem mit Schmetterlingen befasste. Er war Kustos am Museum für Naturkunde (Berlin).
Dewitz besuchte das Gymnasium in Insterburg und wurde 1874 an der Universität Königsberg in Zoologie promoviert (Vergleichende Untersuchungen über Bau und Entwicklung des Stachels der Honigbiene und der Legscheide der grünen Heuschrecke). Er studierte insbesondere bei Ernst Gustav Zaddach.
Dewitz befasste sich besonders mit Schmetterlingen aus Südamerika, West- und Zentralafrika und veröffentlichte 1882 eine Abhandlung über die Raupen exotischer Schmetterlinge (Beschreibungen von Jugendstadien exodischer Lepidopteren, Nova Acta Leopoldina, Band 44, Nr. 2), 1879 über Afrikanische Tagschmetterlinge (Nova Acta Leopoldina, Band 41, Nr. 2) und 1881 über Afrikanische Nachtschmetterlinge (Nova Acta Leopoldina, Band 42, Nr. 2). Er veröffentlichte auch über andere entomologische Themen, so die Bewegung von Insekten auf glatten vertikalen Wänden.
Am 1. Februar 1881 wurde er Mitglied der Leopoldina.